# Roberto Farías
Pour les articles homonymes, voir Farías.
Ne doit pas être confondu avec Roberto Farias.
Roberto Farias, né le 31 mai 1969 à Conchalí, Santiago (Chili), est un acteur chilien.

## Filmographie partielle

### Au cinéma
- 2015 : El club de Pablo Larraín :
- 2020 : Les Évadés de Santiago (Pacto de Fuga) de David Albala : Rafael Jimenez